# Bears, Mayors, Scraps & Bones
Bears, Mayors, Scraps & Bones is het derde album door de Canadese band Cancer Bats. Het album staat gepland voor release op 13 april 2010. De naam van het album is afgeleid van de Nicknames van elk van de bandleden.
De eerste single van het album heet "Dead Wrong".

## Tracklist
1. "Sleep This Away"
2. "Trust No One"
3. "Dead Wrong"
4. "Doomed to Fail"
5. "Black Metal Bicycle"
6. "We Are the Undead"
7. "Scared to Death"
8. "Darkness"
9. "Snake Mountain"
10. "Make Amends"
11. "Fake Gold"
12. "Drive This Stake"
13. "Raised Right"
14. "Sabotage" (Beastie Boys cover)

## Bandleden
- Liam Cormier – Zanger
- Scott Middleton – Gitaar
- Mike Peters – Drums
- Jaye R. Schwarzer - Basgitaar

- Geproduceerd door Eric Ratz and Kenny Luong